# Marc Emery
Marc Scott Emery, né le 13 février 1958, est un activiste canadien en faveur d'une réforme politique à propos du cannabis. Il est aussi un homme politique et un entrepreneur. Surnommé le Prince du pot, il a purgé plusieurs peines d'incarcération, notamment 5 ans dans une prison fédérale des États-Unis en 2009 pour la vente de graines de cannabis,,.

## Histoire judiciaire récente
Il a commencé comme vendeur de graines pour la culture de cannabis, en 1995, avec son magasin (Marc Emery Direct Marijuana Seeds), qu'il a dirigé jusqu'à sa fermeture par un raid de la police de Vancouver, agissant sur la demande de la DEA le 29 juillet 2009. Il a été candidat pour être maire de la ville de Vancouver en 1996, 2002 et 2008.
Emery a été placé en détention le 28 septembre 2009,, et détenu au North Fraser Pretrial Centre à Port Coquitlam, en Colombie-Britannique, en attendant son extradition aux États-Unis. Le 18 novembre 2009, Emery a été libéré sous caution en attendant que le ministre canadien de la Justice signe l'ordre d'extradition, et le 10 mai 2010, le ministre de la Justice Rob Nicholson a signé l'ordre et a ordonné à Emery de se rendre aux autorités, ce qu'il a fait ce jour-là.
Le 10 mai 2010, le ministre de la justice Nicholson a statué qu'Emery allait être extradé vers les États-Unis. Il y a purgé une peine 5 ans de prison.
Le 20 mai 2010, Emery a été extradé aux États-Unis. Le 24 mai, il a comparu dans une salle d'audience à Seattle et a plaidé coupable de complot en vue de fabriquer de la marijuana.
Le 3 juin, Emery a été enfermé dans une Segregated Housing Unit (SHU) pendant trois semaines pour avoir permis à sa femme, Jodie Emery, d'enregistrer un message de lui au téléphone, affirmant qu'il a brisé la règle de prison interdisant les appels à un tiers.
Le 10 septembre 2010, dans une salle de tribunal de Seattle, Marc Emery a été condamné à 5 ans de prison. Le juge Ricardo Martinez a condamné Emery, affirmant que ses actions étaient criminelles et qu'Emery incitait les autres à enfreindre la loi en leur vendant des semences. La Cour a noté qu'Emery avait revendiqué sur son site internet avoir fait quelque 3 millions de dollars par an à partir de la vente de semences de son siège social à Vancouver. Emery alloue la quasi-totalité de l'argent généré par les ventes de semences aux efforts de réforme politique. Emery affirme que son arrestation a été politique ce qui a été contesté par le ministère public.
Le 9 juillet 2014, Emery est libéré du centre de détention de Yazoo City dans le Mississippi.
Le 16 décembre 2016, il est arrêté à Montréal et formellement accusé de trafic de stupéfiants et de possession dans un but d'en faire le trafic.